# Wacław Bagiński
Wacław Bagiński herbu Ślepowron – sędzia ziemski wiski w 1670 roku.